# Christoph Brenn
Christoph Brenn (* 31. Oktober 1963 in Längenfeld) ist ein österreichischer Jurist, Richter und Honorarprofessor. Brenn ist seit 2010 Richter am Obersten Gerichtshof der Republik Österreich und seit 2017 Honorarprofessor am Institut für Unternehmensrecht der Universität Innsbruck.

## Leben

### Ausbildung
Christoph Brenn absolvierte im Jahr 1982 die Reifeprüfung am Bundesrealgymnasium Imst in Tirol mit gutem Erfolg. Anschließend studierte er Rechtswissenschaften an der Universität Innsbruck, wo er im Juni 1986 das Diplomstudium mit der Sponsion zum Magister der Rechtswissenschaften und im Dezember 1988 das Doktoratsstudium mit der Promotion zum Doktor der Rechtswissenschaften mit Auszeichnung abschloss. Während des Studiums wurde Brennmit dem Begabtenstipendium ausgezeichnet. In seiner Dissertation beschäftigte er sich mit dem neuen Finanzinstrument des Haft- und Partizipationskapitals. Während des Doktoratsstudiums beendete Christoph Brenn seine Gerichtspraxis am Oberlandesgericht Innsbruck und absolvierte gleichzeitig seinen Präsenzdienst, den er im Büro des Rechtskundigen Offiziers im Militärkommando Tirol versah.
Im Mai 1989 begann Christoph Brenn seine Ausbildung zum Richter als Richteramtsanwärter am Oberlandesgericht Innsbruck. Im Juni 1989 unterbrach er diese Ausbildung und arbeitete in der Folge bis 1993 als Rechtsanwaltsanwärter in der Rechtsanwaltskanzlei Tscharre - Kastner in Innsbruck.
In den Jahren 2002 bis 2004 absolvierte Christoph Brenn einen Post-Graduate-Lehrgang für Europarecht (LL.M.), den er mit ausgezeichnetem Erfolg abschloss, und in den Jahren 2018/2019 den Lehrgang für Justizmanagement.

### Beruflicher Werdegang
Nach Absolvierung der Rechtsanwaltsprüfung war Christoph Brenn bis Ende 1993 als Rechtsanwalt in Innsbruck tätig. Gleichzeitig absolvierte er die Richteramtsprüfung.
Im Jänner 1994 wurde Brenn zum Richter des Landesgerichts Innsbruck ernannt, wo er bis Mai 1996 in Arbeits- und Sozialrechtssachen tätig war. Von Juni 1996 bis Juni 2000 folgte seine Dienstzuteilung zum Bundesministerium für Justiz, wo er in den Abteilungen für allgemeines Zivilrecht sowie für internationales Zivilverfahrensrecht und EU-Koordination vor allem mit Agenden der Europäischen Union befasst war. Er war Mitglied diverser EU-Ratsarbeitsgruppen und im Jahr 1998 Präsident der Ratsarbeitsgruppe „Dienste der Informationsgesellschaft“. Brenn verhandelte für Österreich vor allem die Signaturrichtlinie, die Richtlinie über den elektronischen Rechtsverkehr, die Richtlinie über zugangskontrollierte Dienste sowie das Europäische Zustellungsübereinkommen und in der Folge die Europäische Zustellungsverordnung. Er war zudem Mitglied des Komitologieausschusses „Signaturrecht“, Mitglied einer Spezialkommission der Haager Konferenz für internationales Privatrecht sowie Mitglied einer Arbeitsgruppe und Experte beim Europarat. Auf nationaler Ebene war er in die Umsetzung diverser EU-Rechtsakte sowie in die regelmäßige EU-Koordination zwischen den österreichischen Ministerien eingebunden. In der Folge beteiligte sich Brenn an mehreren Twinning-Projekten mit Beitrittsländern.
Im Juli 2000 kehrte Brenn an das Landesgericht Innsbruck zurück, wo er bis 2004 im Rechtsmittelsenat für Zivilrechtssachen tätig war. Im August 2004 wurde Brenn zum Richter des Oberlandesgerichts Wien ernannt, wo er in einem Senat für Handelssachen und einem Senat für allgemeines Zivilrecht tätig war. Am 1. Jänner 2010 folgte die Ernennung zum Hofrat des Obersten Gerichtshofs, des österreichischen Höchstgerichts für Zivil- und Strafrechtssachen, wo sich Brenn mit allen Bereichen des Zivilrechts einschließlich des Handels- und Immaterialgüterrechts sowie des Zivilprozessrechts einschließlich des Exekutions- und Insolvenzrechts beschäftigt.
Darüber hinaus ist Christoph Brenn im Rahmen der richterlichen Aus- und Fortbildung tätig und bekleidet Funktionen im Bereich der Justizverwaltung, wie die Leitung des inneren Dienstes und der Medienstelle des Obersten Gerichtshofs (bis Juli 2018) oder als Verantwortlicher für Datenschutzangelegenheiten.
Nachdem Christoph Brenn mit mehreren Lehraufträgen an verschiedenen Universitäten betraut worden war, wurde er im Jahr 2017 zum Honorarprofessor der Universität Innsbruck bestellt, wo er am Institut für Unternehmensrecht lehrt und Vorsitzender des Moot-Courts aus Zivilrecht ist. Er hält Fachvorträge, ist seit 2010 Mitglied der Redaktion für das Evidenzblatt der Österreichischen Juristenzeitung und Herausgeber und Mitautor mehrerer Gesetzeskommentare, wie jene zum Signaturrecht und zum Recht des elektronischen Geschäftsverkehrs.

## Auszeichnungen
- Großes Ehrenzeichen für Verdienste um die Republik Österreich (2013)[2]
- Honorarprofessur an der Universitat Innsbruck (2017)